# 香农·克劳福德
香农·克劳福德（英語：Shannon Crawford，1963年9月12日—），加拿大女子赛艇运动员。她曾代表加拿大参加1992年夏季奥林匹克运动会赛艇比赛，获得女子八人单桨有舵手金牌。